# Mes chers espions
Pour plus de détails, voir Fiche technique et Distribution.
Mes chers espions est un film documentaire français réalisé par Vladimir Léon et sorti en 2020.

## Synopsis
Les frères cinéastes Pierre et Vladimir Léon partent en Russie à la recherche de l'histoire enfouie de leurs grands-parents russes. Ceux-ci ont-ils été des espions soviétiques à Paris dans les années 30 et 40 ?

## Fiche technique
- Titre : Mes chers espions
- Réalisation : Vladimir Léon
- Scénario : Vladimir Léon
- Photographie : Sébastien Buchmann
- Son : Rosalie Revoyre et François Waledisch
- Montage son : Claire-Anne Largeron
- Mixage : Joël Rangon
- Montage : Martial Salomon
- Musique : Benjamin Esdraffo
- Production :  Les Films de la Liberté - SaNoSi Productions
- Pays de production :  France
- Genre : Documentaire
- Durée : 134 minutes
- Dates de sortie : 13 mars 2020 (Cinéma du Réel) ; 4 janvier 2023 (sortie nationale)

## Distribution
- Anne Benhaïem
- Serge Bozon
- Julie Desprairies
- Karina Karaeva
- Renaud Legrand
- Pierre Léon
- Svetlana Léon
- Vladimir Léon
- Vladimir Markovchin
- Louise Narboni
- Natalia Smolianskaya

## Distinctions
Mes chers espions a été sélectionné à de nombreux festivals français et internationaux et a remporté deux grands prix.
- Ficvaldivia 2020 - Prix du meilleur long métrage de la Compétition internationale
- Prix Astor Piazzola de la compétition Estados Alterados 2020, Festival international du film de Mar del Plata

## Sélections
- Cinéma du réel 2020[2]
- États généraux du film documentaire 2020[3]
- Ficvaldivia 2020 (Prix du meilleur long métrage de la Compétition internationale)[4]
- Festival international du film de Mar del Plata 2020 (Prix Astor Piazzola du meilleur long métrage)[5]
- Festival DocLisboa 2020
- BH International Film Festival 2020
- Festival international du film de Jeonju 2021[6]
- Festival FICUNAM (Mexico) 2021
- Sheffield Doc/Fest 2021[7]
- One World Romania 2021[8]
- Spirit of Fire - Festival International du Film de Khanty-Mansiysk 2022
- Rencontres cinématographiques internationales Cerbere-Collioure 2023

### Presse
- Allan Hunter, « ‘My Dear Spies’: Doclisboa Review » Screendaily, 5 novembre 2020
- Fernando Ganzo, Cahiers du cinéma, no 772, janvier 2021, p. 47
- Guy Lodge, « Streaming: the best documentaries at Sheffield DocFest », The Guardian, 5 juin 2021
- David Katz, « Review: My Dear Spies », Cineuropa, 10 juin 2021
- Alice Leroy, « Un roman russe », Cahiers du cinéma, no 794, janvier 2023, p. 48
- Jean-Baptiste Morain, «Une enquête intime et familiale sur la trace d’agents russes », Les Inrockuptibles, 18 janvier 2023